# Gabinete de Ministros de la Unión Soviética
El Gabinete de Ministros de la Unión Soviética (del ruso: Кабинет Министров СССР ‘[Kabinet Ministrov SSSR]’) funcionó como el órgano ejecutivo, administrativo y el Gobierno de la URSS después de que el Consejo de Ministros fuera disuelto en enero de 1991. Consistió en el primer ministro, sus adjuntos y los ministros.
El Gabinete de Ministros fue responsabilidad del Presidente de la Unión Soviética y del Sóviet Supremo de la Unión Soviética. Todos los gabinetes recién formados iban a presentar su programa al Sóviet Supremo para su aprobación.

## Historia
El Gabinete de Ministros de la URSS se formó el 19 de enero de 1991. A diferencia de su predecesor, el Gabinete de Ministros dependía directamente del Presidente de la Unión Soviética (en vez del Sóviet Supremo), y de conformidad con el artículo 130 de la Constitución, modificada el 26 de diciembre de 1990, tenía doble responsabilidad para ambas instancias. Sin embargo, se conservó el procedimiento anteriormente utilizado para aprobar la estructura del gabinete y nombrar a sus miembros, según la cual estas acciones eran realizadas por el Sóviet Supremo, pero ahora con la propuesta del Presidente de la URSS. 
Al Gabinete de Ministros de la URSS se le encomendaron los poderes para ejercer la administración estatal en asuntos de la jurisdicción de la URSS, en particular: llevar a cabo, junto con las repúblicas, una política financiera, crediticia y monetaria única; elaboración y ejecución del presupuesto sindical; gestión junto a estas de los sistemas unificados de combustible, energía y transporte, entre otros.
El 14 de enero de 1991, Valentín Pávlov fue nombrado como presidente del Gabinete de Ministros (cargo ahora renombrado como "primer ministro"). Sin embargo, el 24 de agosto de 1991, en relación con la permanencia de Pávlov (así como varios de sus ministros) al Comité Estatal para el Estado de Emergencia y sus actividades, el presidente Mijaíl Gorbachov decidió disolver al gabinete y asumir él mismo el liderazgo de los ministerios y comités, a sugerencia del Consejo de Ministros de la RSFS de Rusia. Los funcionarios de los ministerios y departamentos de la URSS recibieron instrucciones de guiarse en sus actividades por las decisiones del Consejo de Ministros de la RSFSR. Ese mismo día, planteó la cuestión de la confianza en el Gabinete de Ministros ante el Soviet Supremo de la URSS y creó el Comité para la Gestión Operativa de la Economía Nacional. 
El 28 de agosto de 1991, el Sóviet Supremo aprobó la renuncia de Pávlov, y le confió al Comité para la Gestión Operativa de la Economía Nacional las funciones de gabinete, hasta la formación de una nueva composición de este. Los vice primeros ministros, Vladímir Scherbakov y Vitali Doguzhiev afirmaron que los miembros del gabinete no tomaron medidas anticonstitucionales. La culpa del gobierno sindical, según Doguzhiev, es que “subestimaron la situación política” y no dieron una evaluación a tiempo de las acciones del primer ministro Pávlov.
Cuando el Gabinete de Ministros se disolvió, su formación no se había completado: los jefes de algunos órganos de gobierno central del antiguo Consejo de Ministros continuaron desempeñando sus funciones y no fueron reelegidos como miembros del Gabinete de Ministros, incluidos el ministro de Industria Aeronáutica Apollon Systsov, el ministro de Relaciones Económicas Exteriores Konstantín Katushev y el presidente del Comité Estatal de Educación Pública Guennadi Yagodin, mientras que el presidente del Comité Estatal de Asuntos Nacionales ni siquiera fue designado.
Tras la disolución el Gabinete de Ministros, no se formó una nueva composición del Gabinete (a excepción de los ministros, que fueron aprobados por el Soviet Supremo de la URSS el 29 de agosto, al día siguiente de la dimisión del gobierno). El 5 de septiembre, el Comité fue reemplazado por el Comité Económico Interestatal de la Comunidad Económica, un organismo gubernamental formado de forma paritaria por las repúblicas constituyentes para coordinar la gestión de la economía nacional y la implementación coordinada de reformas económicas y política social. que duró 2 meses (el 14 de noviembre se reorganizó en el organismo de la Comunidad Económica). Cabe recalcar que no se realizaron las enmiendas correspondientes a la Constitución, tras la abolición del Gabinete de Ministros. Además, antes de la adopción de la declaración sobre la disolución de la Unión Soviética el 26 de diciembre de 1991, tres ministros de energía continuaron trabajando.

## Potestades
La competencia y organización de las actividades del Gabinete de Ministros fueron determinadas por la Ley del 20 de marzo de 1991 n.º 2033-I, "Sobre el Gabinete de Ministros de la Unión Soviética".
De conformidad con la Constitución de la URSS, modificada por la Ley de fecha del 26 de diciembre de 1990 n.º 1861-I “Sobre enmiendas y adiciones a la Constitución (Ley Básica) de la URSS en relación con la mejora del sistema de la administración pública”, se autorizó al Gabinete de Ministros de la URSS para resolver cuestiones de la administración pública clasificadas como competencia de la URSS, ya que no estaban incluidas, según la Constitución de la URSS, dentro de la competencia del Congreso de los Diputados del Pueblo, el Sóviet Supremo y el Sóviet de la Federación (cámara alta del Congreso de los Diputados del Pueblo ). Las potestades eran;
- Llevar a cabo conjuntamente con las repúblicas una política financiera, crediticia y monetaria unificada basada en una moneda común; elaboración y ejecución del presupuesto sindical; implementación de programas económicos de toda la Unión; la creación de fondos de desarrollo interrepublicano, fondos para la eliminación de las consecuencias de los desastres naturales y catástrofes;
- La gestión junto con las repúblicas de los sistemas unificados de combustibles, energía y transporte del país; gestión de empresas de defensa, investigación espacial, sistemas de comunicación e información aliados, meteorología, geodesia, cartografía, geología, metrología y normalización; implementación de una política coordinada en el campo de la protección de la naturaleza, la seguridad ambiental y la gestión de la naturaleza;
- La ejecución, junto con las repúblicas, de los programas de toda la Unión de alimentación, protección de la salud, seguridad social, empleo de la población, atención a la maternidad y la infancia, cultura y educación, investigación científica fundamental y estímulo del progreso científico y tecnológico;
- Tomar medidas para garantizar la defensa del país y la seguridad del Estado;
- Implementación de la política exterior de la URSS, regulación de la actividad económica exterior de la URSS, coordinación de la política exterior y la actividad económica exterior de las repúblicas, asuntos aduaneros;
- Implementación de medidas acordadas con las repúblicas para garantizar el estado de derecho, los derechos y libertades de los ciudadanos, la protección de la propiedad y el orden público, y la lucha contra el crimen.

Los decretos y órdenes del Gabinete de Ministros eran vinculantes en todo el territorio de la URSS.

## Estructura

### Primer ministro
El primer ministro de la Unión Soviética era el jefe del Gobierno soviético y encabezaba de oficio el Presídium del Gabinete de Ministros de la URSS. La candidatura para el cargo de primer ministro era presentada por el presidente de la URSS y aprobada por el Soviet Supremo de la URSS. La dimisión del primer ministro supuso la dimisión del gabinete en su totalidad.

### Presídium
La Ley  "Sobre el Gabinete de Ministros de la URSS" establece que para garantizar la gestión diaria de la economía nacional y resolver otros asuntos de la administración estatal, opera el Presídium del Gabinete de Ministros, compuesto por el primer ministro, sus adjuntos y el director ejecutivo.

### Aparato
Según un decreto del Gabinete de Ministros, del 22 de mayo de 1991 de conformidad con la Ley "Sobre el Gabinete de Ministros de la URSS" y para garantizar el funcionamiento efectivo del gobierno de la URSS, preparar materiales analíticos, informativos y de otro tipo, propuestas relevantes, proyectos de resoluciones y órdenes, verificación sistemática de la implementación de las decisiones gubernamentales, se formó el aparato del Gabinete de Ministros de la URSS y se aprobó su estructura. El aparato del Gabinete de Ministros de la URSS estaba encabezado por el director de asuntos del Gabinete de Ministros, y los ministros.
El 26 de agosto de 1991, a Alla Zajárova, jefa de la Secretaría del Presidente del Consejo de Ministros de la RSFSR, se le encomendó la dirección de la Oficina del Gabinete de Ministros de la URSS durante el período de trabajo del Comité para la Operación de Gestión de la Economía Nacional.
En el marco del aparato gubernamental, había departamentos del Gabinete de Ministros de la URSS, que preparaban materiales analíticos, informativos y de otro tipo, desarrollaban propuestas, preparaban proyectos de resolución y órdenes, y verificaban sistemáticamente la implementación de decisiones del gobierno de la Unión Soviética. Los departamentos del Gabinete de Ministros de la URSS estaban subordinados al primer ministro de la URSS, a sus diputados y al director de asuntos del Gabinete de Ministros de la URSS.

### Ministerios
Los ministerios del Gabinete de Ministros, al 1 de abril de 1991, eran:
- Ministerio de Industria de la Aviación
- Ministerio de Automóviles e Ingeniería Agrícola
- Ministerio de Energía Atómica e Industria
- Ministerio de Relaciones Económicas Exteriores
- Ministerio del Asuntos Internos
- Ministerio de Geología
- Ministerio de Aviación Civil
- Ministerio de Salud
- Ministerio de Relaciones Exteriores
- Ministerio de Información y Prensa
- Ministerio de Cultura
- Ministerio de Recursos Materiales
- Ministerio de Metalurgia
- Ministerio de Marina
- Ministerio de la Industria del Petróleo y el Gas
- Ministerio de Industria de Defensa
- Ministerio de Defensa
- Ministerio de Ingeniería Mecánica General
- Ministerio de Gestión de la Naturaleza y Protección Ambiental
- Ministerio de Ferrocarriles
- Ministerio de Industria de Radio
- Ministerio de Pesca
- Ministerio de Comunicaciones
- Ministerio de Agricultura y Alimentación
- Ministerio de Construcción e Instalación de Obras Especiales
- Ministerio de Industria de Construcción Naval
- Ministerio de Comercio
- Ministerio de Tractores e Ingeniería Agrícola Ministerio de
- Ministerio de Construcción de Transporte
- Ministerio de Trabajo y Asuntos Sociales
- Ministerio de la Industria del Carbón
- Ministerio de Finanzas de la URSS
- Ministerio de Industria Química y Petrolífera
- Ministerio de Economía y Previsión
- Ministerio de Industria Electrónica
- Ministerio de Industria Eléctrica e Instrumentación
- Ministerio de Energía y Electrificación
- Ministerio de Justicia

### Otros órganos dependientes
Los comités estatales operaron dentro del marco del Gabinete de Ministros de la URSS. Durante este período de actividad del gobierno de la Unión Soviética, los comités estatales dejaron de destacar como una categoría especial de los órganos centrales de la administración estatal de la URSS; ya que los presidentes de los comités estatales pasaron a ser denominados ministros. Al mismo tiempo, la palabra "estado" ya no se usaba en los nombres oficiales de los comités recién creados y reorganizados. Los "comités estatales" creados anteriormente continuaron siendo nombrados de acuerdo con la regla anterior con nuevos "comités".
Los órganos centrales de la administración estatal de la URSS, que están encabezados por los ministros de la URSS, fueron:
- Comité de Seguridad del Estado
- Comité de Adquisición de Recursos Alimentarios
- Comité Estatal de Silvicultura
- Comité Estatal de Ingeniería Mecánica
- Comité Estatal de Educación Pública
- Comité Estatal de Ciencia y Tecnología
- Comité Estatal de Asuntos Nacionales
- Comité Estatal de Estadística
- Comité Estatal de Construcción e Inversión
- Comité Estatal de Química y Biotecnología

El 14 de noviembre de 1991, el Consejo de Estado de la Unión Soviética adoptó el Decreto n.º GS-13, según el cual, a partir del 1 de diciembre de 1991, se abolieron los comités estatales mencionados (excepto los comités de educación pública y estadística). El 27 de noviembre de 1991, el Consejo de Estado, mediante Resolución n.º GS-19, rebautizó el Comité Estatal de Educación Pública como Comité de Educación, y el 10 de diciembre, mediante Resolución n.º GS-23, lo suprimió.